# Mizuhopecten yessoensis
Mizuhopecten yessoensis is een tweekleppigensoort uit de familie van de Pectinidae. De wetenschappelijke naam van de soort is voor het eerst geldig gepubliceerd in 1857 door Jay.